# Rävabacken (naturreservat)
Rävabacken är ett naturreservat i Älvsbyns kommun i Norrbottens län.
Området är naturskyddat sedan 2009 och är 0,9 kvadratkilometer stort. Reservatet omfattar skog och mindre våtmarker. Reservatet består främst av gammal tallskog. 